# Meat Is Murder
Meat Is Murder — другий студійний альбом англійського рок-гурту The Smiths, що вийшов 11 лютого 1985 року на лейблі Rough Trade Records. Він став єдиним студійним альбомом гурту, який посів перше місце в UK Albums Chart і протримався там 13 тижнів. Альбом мав міжнародний успіх: він провів 11 тижнів у European Top 100 Albums, досягнувши піку на 29-й сходинці. Він також досяг 110-го місця в американському чарті Billboard 200.

## Створення та запис
Після дебютного студійного альбому 1984 року вокаліст Морріссі та гітарист Джонні Марр продюсували альбом самостійно, за допомогою лише інженера Стівена Стріта. Вперше вони зустрілися зі Стівеном під час запису «Heaven Knows I'm Miserable Now» і попросили його контактний номер телефону. Офіційно продюсування альбому приписується «The Smiths».
Для створення звукового ландшафту альбому, Морріссі надав Марру і Стріту свої особисті копії записів звукових ефектів BBC, з яких потрібно було брати семпли. Морріссі продовжить цю практику на майбутніх синглах і альбомах Smiths.
Meat Is Murder був більш різким і політичним, ніж його попередник, включаючи про-вегетаріанський заголовний трек (Морріссі заборонив решті гурту фотографуватися з м'ясом) і тематику анти-тілесних покарань у «The Headmaster Ritual». Музично гурт став авантюрнішим, з Марром і Рурком, які передали вплив рокабіллі та фанку у піснях «Rusholme Ruffians» та «Barbarism Begins at Home» відповідно. «Rusholme Ruffians» інтерполює пісню Вікторії Вуд «Fourteen Again». Автор Джон Кінг припустив, що заголовний трек був натхненний піснею «Meat Means Murder» 1983 року анархо-панк гурту Conflict, яка присвячена тій самій темі і також відкривається в повільному темпі.
У багатьох своїх інтерв'ю Морріссі також висловлював політичну позицію. Серед його мішеней були адміністрація Тетчер, монархія та його музичні сучасники. Коли його запитали про «Band Aid», який у той час активно рекламувався у британських ЗМІ, він відповів: «Можна дуже турбуватися про народ Ефіопії, але зовсім інша справа — щоденно катувати народ Англії». Так само він почав пропагувати вегетаріанство в прямих ефірах та інтерв'ю, одного разу переконавши шотландську телепередачу показати кадри зі скотобійні під час обідньої перерви.

## Оформлення обкладинки
На обкладинці альбому використано фотографію 1967 року американського морського піхотинця, капрала Майкла Вінна, у В'єтнамі, але напис на його касці змінено з «Make War Not Love» на «Meat Is Murder». Оригінальне зображення було використано для документального фільму Еміля де Антоніо In the Year of the Pig, номінованого на Оскар у 1968 році. У 2019 році Вінн заявив, що у нього ніколи не питали дозволу на використання фотографії, і що він «не був дуже радий» зміні напису на касці.

## Визнання
У 2017 році Meat Is Murder посів 296 місце у списку 500 найкращих альбомів усіх часів за версією журналу Rolling Stone,. Альбом також увійшов до книги 1001 Albums You Must Hear Before You Die (2005).

## Використання в медіа
У 2016 році група захисту прав тварин PETA випустила відеогру під назвою This Beautiful Creature Must Die, засновану на пісні «Meat Is Murder». У грі, де пісня була виконана в стилі чиптюн, гравцям потрібно було натискати на екран до того, як різні види тварин будуть розрубані по спіралі смерті.

## Трек-лист
Автор слів Морріссі, автор музики Джонні Марр. 
| Сторона 1 | Сторона 1                       | Сторона 1  |
| #         | Назва                           | Тривалість |
| --------- | ------------------------------- | ---------- |
| 1.        | «The Headmaster Ritual»         | 4:52       |
| 2.        | «Rusholme Ruffians»             | 4:20       |
| 3.        | «I Want the One I Can't Have»   | 3:14       |
| 4.        | «What She Said»                 | 2:42       |
| 5.        | «That Joke Isn't Funny Anymore» | 4:59       |
| 20:07     |                                 |            |

| Сторона 2 | Сторона 2                  | Сторона 2  |
| #         | Назва                      | Тривалість |
| --------- | -------------------------- | ---------- |
| 6.        | «Nowhere Fast»             | 2:37       |
| 7.        | «Well I Wonder»            | 4:00       |
| 8.        | «Barbarism Begins at Home» | 6:57       |
| 9.        | «Meat Is Murder»           | 6:06       |
| 19:40     |                            |            |

## Персоналії
| The Smiths - Морріссі — вокал - Джонні Марр — гітари, піаніно, слайд-гітара ("That Joke Isn't Funny Anymore"), звукові ефекти ("Well I Wonder") - Енді Рурк — бас-гітара - Майк Джойс — барабани, тамбурин, конґи | Продакшн - The Smiths — продюсування - Стівен Стріт — звукоінженер, звукові ефекти ("Rusholme Ruffians", "I Want the One I Can't Have", "Meat Is Murder") - Тім Янг — мастеринг | Дизайн - Керін Гоф — макет пакування - Пол Слеттері — колективне фото - Тоші Ядзіма — знімок Морріссі |